# 슬래클라이닝

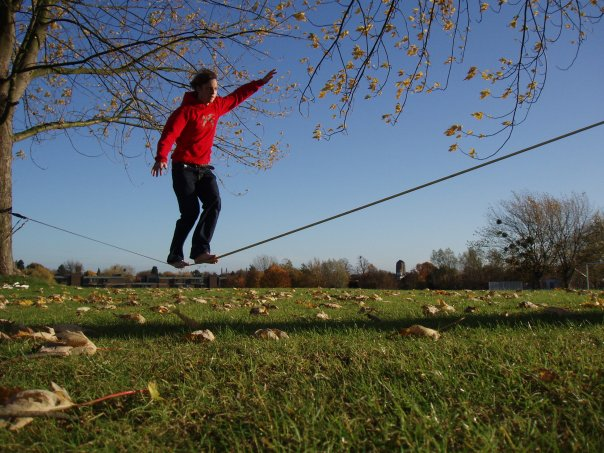
슬래클라이닝

슬랙라이닝/슬래클라이닝(영어: slacklining)은 벨트 모양의 선을 이용한 스포츠의 일종으로, 쉽게 말하면, 줄타기이다. 슬래클라이닝 전용 라인이 시판되고 있다. 라인쪽으로 걷는 것 뿐만 아니라 점프와 공중 회전 등의 트릭을 하기 때문에 균형 감각과 집중력 등을 단련할 수 있다.

## 같이 보기
- 한국의 줄타기